# Belosynapsis moluccana
Belosynapsis moluccana là một loài thực vật có hoa trong họ Commelinaceae. Loài này được (Roxb.) C.E.C.Fisch. mô tả khoa học đầu tiên năm 1928.